# Hiperfenyloalaninemia
Hiperfenyloalaninemia – stan zwiększonego stężenia fenyloalaniny we krwi ponad dopuszczalny poziom normy. Przyczyną są defekty metabolizmu fenyloalaniny (dziedziczone autosmalnie recesywnie). 

 Rodzaje hiperfenyloalaninemii:
1. Hiperfenyloalaninemia klasyczna (inaczej: fenyloketonuria, PKU)
2. Hiperfenyloalaninemia łagodna (częściowe obniżenie aktywności hydroksylazy fenyloalaniny)
3. Złośliwa hiperfenyloalaninemia (niedobór tetrahydrobiopteryny)
4. Hiperfenyloalaninemia przejściowa.